# Stictoptera basiochrea
Stictoptera basiochrea là một loài bướm đêm trong họ Noctuidae.